# Quecholac
Quecholac è un comune dello stato di Puebla in Messico, il cui capoluogo è la località omonima.
Conta 47.281 abitanti (2015) e ha una estensione di 187,32 km².
Il suo nome in lingua nahuatl significa dentro il fiume dei pappagalli dal ricco piumaggio.